# Dorfkirche Premslin

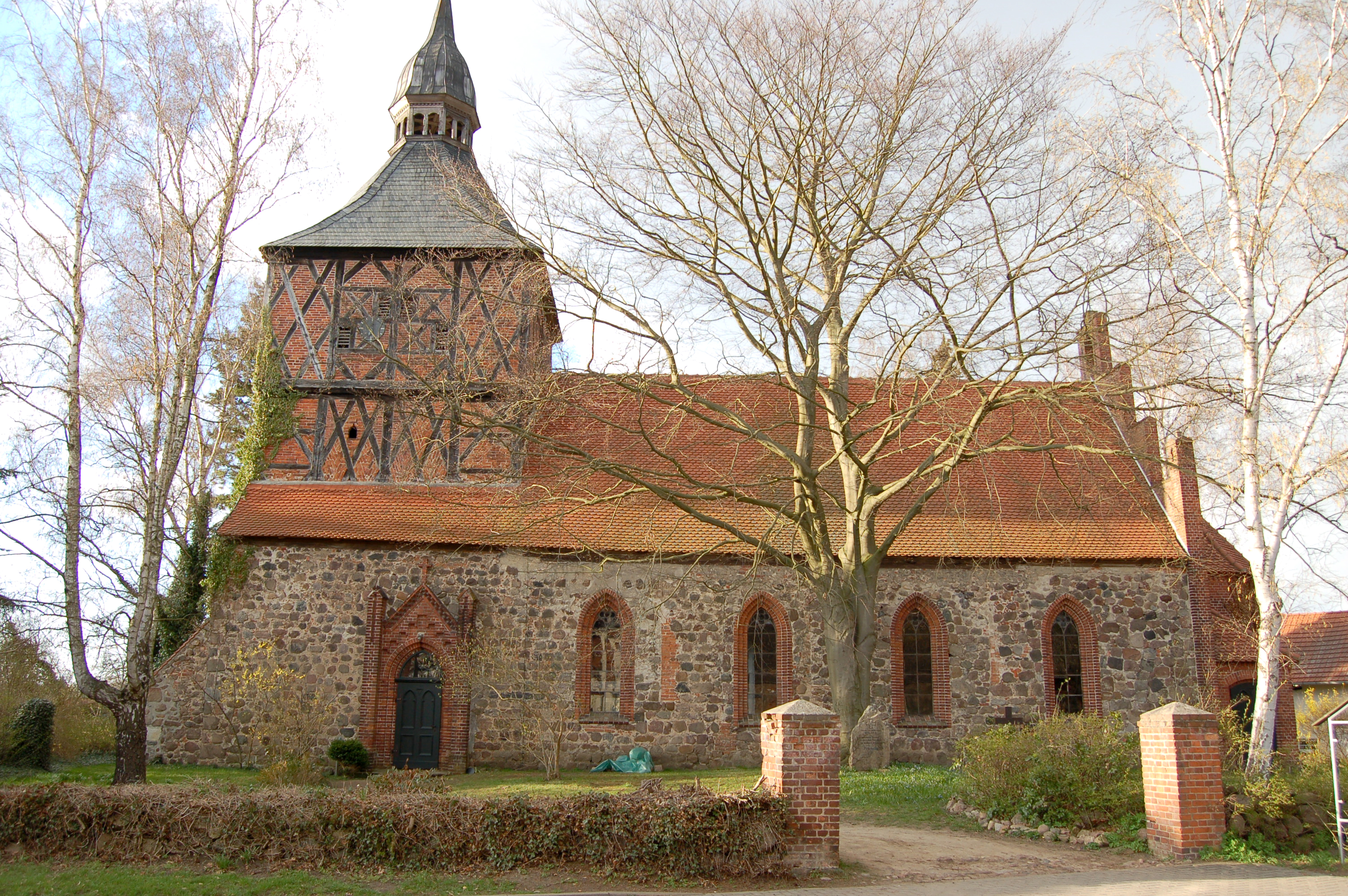
Dorfkirche in Premslin (2010)

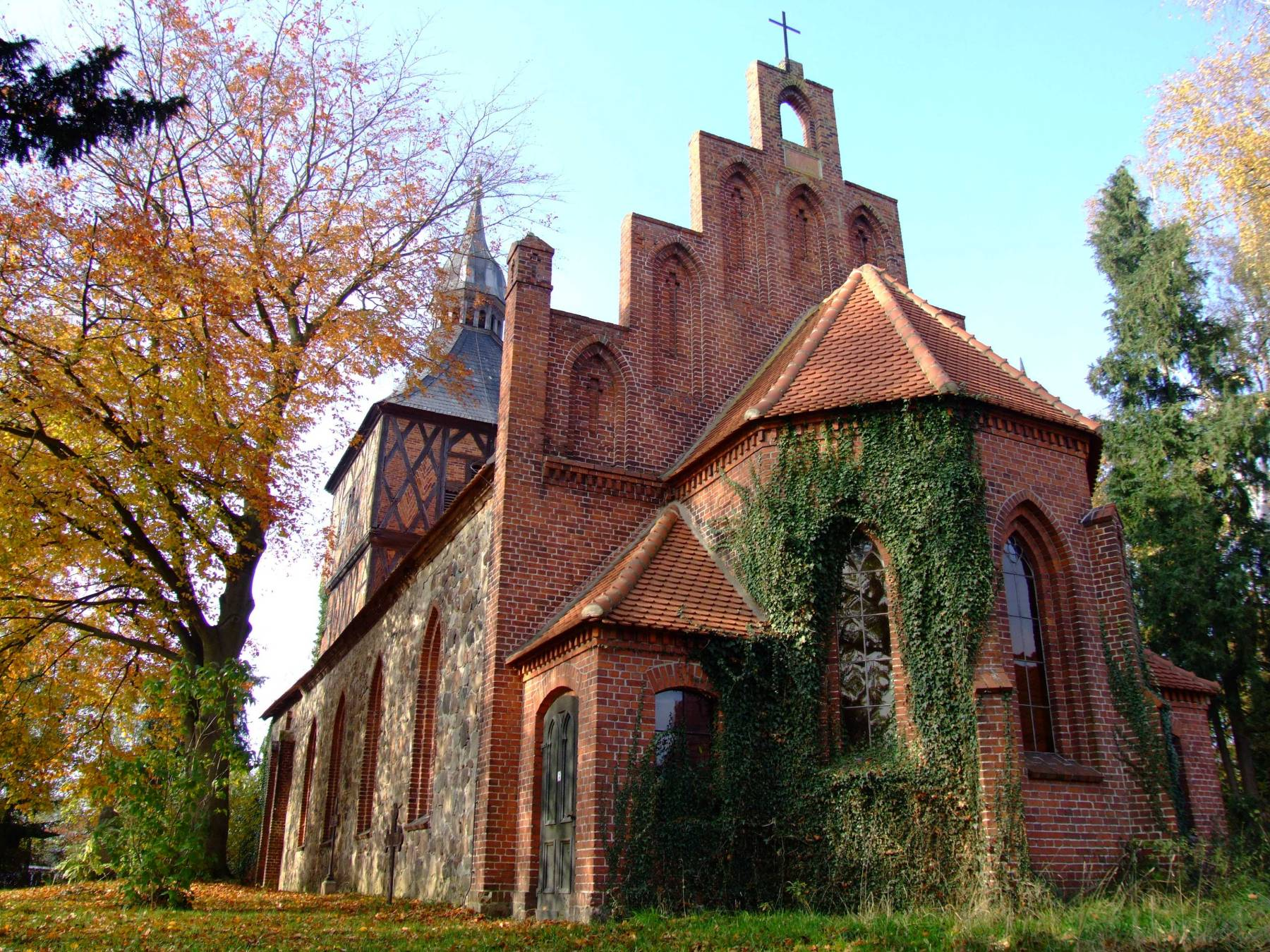
Südostansicht

Die Dorfkirche Premslin ist ein Kirchengebäude in Premslin, einem Ortsteil der amtsfreien Gemeinde Karstädt im Landkreis Prignitz in Brandenburg. Sie gehört zum Pfarrsprengel Karstädt-Land im Kirchenkreis Prignitz der Evangelischen Kirche Berlin-Brandenburg-schlesische Oberlausitz.

## Geschichte und Architektur
Die Dorfkirche in der Nebeliner Straße 2 wird unter der Nummer 09160447 im Denkmalverzeichnis des Landes geführt. Sie wurde im 15. Jahrhundert erbaut, Umbauten erfolgten in den Jahren 1719 und 1883.
Das Bauwerk erhielt nach dendrochronologischer Datierung im Jahr 1468 (d) ein neues Dachwerk und wurde 1883 in Backstein um den hohen gestaffelten Ostgiebel und die Polygonalapsis mit seitlichen Annexen erweitert; gleichzeitig wurden die Fenster verändert und ein neugotisches Südportal eingebaut. Der frühgotische Westquerturm wurde nicht ausgebaut, über dem vorgezogenen Satteldach wurde im Jahr 1719 ein wohlproportionierter Fachwerkturm mit vorkragendem Obergeschoss mit Zierfachwerk und dekorativen Ziegelausfachungen (ähnlich der Kirche in Garlin) erbaut. Der Abschluss erfolgte durch ein Schweifdach mit offener Laterne.

## Ausstattung
Zwei fragmentarische Christusfiguren aus Eiche wurden auf die Zeit um 1481 (d) datiert und stammen vermutlich aus einer Prignitzer Werkstatt, möglicherweise vom Schnitzaltar in Sargleben. Die Orgel ist ein Werk von Schlag & Söhne aus dem Jahr 1893 mit zehn Registern auf zwei Manualen und Pedal.